# Rikku
Rikku es un personaje ficticio del videojuego Final Fantasy X y Final Fantasy X-2. También aparece en la mezcla de Final Fantasy con Dragon Quest: Itadaki Street Special y en Kingdom Hearts II.
Pertenece a los Al Bhed (o AlBhed), una raza de humanos con pupilas en espiral, especializados en la tecnología “prohibida”. Tiene el pelo rubio y ojos verdes. Padece de una severa fobia a los rayos. Con 15 años es la más joven del grupo, es de carácter afable, juvenil, sumamente activa (hiperactiva) y muy liberal lo cual en muchas ocasiones le causa problemas. 
Es prima de la protagonista femenina del juego, Yuna, hija de Cid (líder de los AlBhed) y tiene un hermano, quien curiosamente tiene el nombre de "Hermano".  
La madre de Rikku murió cuando ella era pequeña, porque (como ella misma explica), "una máquina se descontroló". 

## EnFinal Fantasy X
Rikku es la primera persona que Tidus encuentra después de ser transportado por Sinh desde Zanarkand a Spira. Ella le explica a Tidus que Zanarkand fue destruida hace mil años y que ahora se considera un lugar sagrado. Durante una tormenta causada por la llegada de Sinh, Tidus se cae del Barco Zalvage y se separa de Rikku, lo que lo lleva a la Isla de Besaid. Rikku no vuelve a aparecer hasta que es derrotada por Tidus y Wakka en el Río de la Luna, después de intentar raptar a Yuna, para evitar su peregrinaje y salvar su vida. Después de esta derrota, decide convertirse en la sexta y última guardiana de Yuna. El papel de Rikku se centra en su insistencia en que Yuna pare su peregrinaje para salvar su vida. Rikku se destaca en el grupo por su carácter alegre y entusiasta. Aunque puede parecer infantil, irresponsable e inmadura a primera vista, Rikku demuestra ser una persona tierna y sensible en varias ocasiones. Además, también demuestra ser completamente leal a Yuna y dispuesta a dar su vida para protegerla. 

## En Final Fantasy X-2
En la segunda entrega de la serie, que es la primera continuación directa de Final Fantasy X, Rikku, con 17 años, es parte del grupo de caza esferas "Las Gaviotas". Con un atuendo y peinado más moderno y adolescente, Rikku se destaca como la bromista y la entusiasta del grupo.
Es Rikku quien le muestra a Yuna una esfera encontrada por Kimahri en el monte Gagazet, en la que aparece alguien que se parece mucho a Tidus. Esto lleva a Yuna a unirse a Paine y Rikku en su búsqueda de esferas para encontrar información sobre el paradero del chico.

## En Final Fantasy X-2 International + Last Mission
En la versión japonesa de Final Fantasy X-2 International + Last Mission, que es una expansión exclusiva de la segunda entrega de la serie, han pasado tres meses desde el final de Final Fantasy X-2. El grupo de caza esferas de Rikku se ha dispersado.
Rikku ha estado trabajando sola desde entonces y no puede evitar sentirse apartada de Paine y Yuna. Sin embargo, el grupo se reúne una vez más para una última misión en la torre Yanodoki, lo que permite a Rikku reencontrarse con sus compañeras.
- Datos: Q2366592
- Multimedia: Rikku / Q2366592